# Отва
Отва — река в России, протекает по Новолялинскому району Свердловской области. Устье реки находится в 91 км по правому берегу реки Ляля. Длина реки составляет 20 км.
В 4,6 км от устья по правому берегу впадает река Титовская Отва.

## Данные водного реестра
По данным государственного водного реестра России относится к Иртышскому бассейновому округу, водохозяйственный участок реки — Тавда от истока и до устья, без реки Сосьва от истока до водомерного поста у деревни Морозково, речной подбассейн реки — Тобол. Речной бассейн реки — Иртыш.
Код объекта в государственном водном реестре — 14010502512111200010904.